# Хасан-бегова џамија
Хасан-бегова џамија је џамија смештена у Шуматовачкој улици недалеко од Ректората Универзитета у Нишу, у Србији, и представља задужбину Хасан-бега.

## Називи
Локално становништво ову џамију назива „Стара џамија“, „Крња џамија“, џамија код велике пијаце, џамија код Бановине, или џамија у Шуматовачкој улици.
Османлије су ову џамију по својим дародавцима звали и џамија Хаџи Хусеина и џамија Арабаџи-баше.

## Статус и категорија заштите
Због свог историјског, архитектонског и верског значаја Хасан-бегова џамија у централном делу Ниша, на десној обали Нишаве, проглашене је, за „Културно добро од великог значаја“ и уведена у централни регистар споменика културе у Републици Србији.
Надлежни завод који води локални регистар и бригу о овом археолошком локалитету је: Завод за заштиту споменика културе Ниш.

## Историја
Основно обележје османске власти у градовима на простору данашње Србије, поред војног присуства – утврђења са гарнизоном, биле су богомоље, подизане углавном на личну иницијативу значајнихличности и задужбинара.  Када су се у Ниш доселили представници централне и локалне власти исламске вере, а често и избеглице њима су биле потребне богомоље за исповедање сопствене религије, и због све веће исламизацијелокалног становништва.
Наима када су Београдски мухаџири (избеглице), под најездом аустријске војске на Београд подигли  своје насеље испред Београдске капије Нишке тврћаве  1718. године,  велики број његових становника остао је да живи у Београд махали, и након повратка Београда у османске руке 1739. године и у овој махали  1737. године подигли и џамију, која је названа по својим завештаоцима, Хасан-бегова џамија, џамија Хаџи Хусеина и џамија Арабаџи-баше.

### Џамија након ослобођења Ниша 1878.
Вишевековна доминација у последњем веку османске власти,   оставила је снажан траг у свести становништва Ниша и околине, за које је џамија са својим високим минаретом била страшни подсетник на прошлост. Поред тога, нишке џамије изгубиле су функцију након што је више од 95% муслиманскогстановништва напустило град.   Званични подаци српских власти из 1878.године говоре о постојању нешто више од 300 турских житеља Ниша, који су се настанили у Београд-махали и користили Хасан-бегова џамију.

### Оштећења џамије
Џамија је први пут оштећена 1896. године током великих поплава.
Велика оштећена на џамији догодила су се и 1944. године у савезничком бомбардовању Ниша. Џамија је изгорела до темеља а остао јој је само минарет без врха.
Након Другог светског рата џамија је напуштена од исламске заједнице због опасности урушивања.
Током НАТО бомбардовања СР Југославију с краја 20. века простор између Зелене пијаце и Ректората Универзитета бомбардован је 7. маја 1999. године касетним бомбама које су забрањене међународним конвенцијама. Девет година касније, на датум 2. фебруара 2008. године, пронађена је жута касетна бомба „блу 97“ америчке производње. По хитном поступку Одељење за ванредне ситуације извршило је разминирање дворишта џамије.
Од 24. до 26. маја 2009. године вршено је деминирање Шуматовачке улице на локацији ове џамије. Исте године, од 19. до 21. јуна, руски деминери су претраживали двориште џамије за заосталим касетним бомбама

## Епилог
У данашње време, Меџлис исламске заједнице Ниш користи обновљену џамију Ислам-аге Хадровића у улици Генерала Милојка Лешјанина, а постоји намера да се  обнови и користи и  Хасан-бегове џамије у Шуматовачкој улици, која је данс у јадном стању.